# Rakovski (Plovdiv)
Rakovski (búlgaro:Раковски) é uma cidade da Bulgária, localizada no distrito de Plovdiv. A sua população era de 15,265 habitantes segundo o censo de 2010.

## População
| Rakovski | Rakovski | Rakovski | Rakovski | Rakovski | Rakovski | Rakovski | Rakovski | Rakovski | Rakovski | Rakovski | Rakovski | Rakovski | Rakovski | Rakovski | Rakovski | Rakovski | Rakovski | Rakovski | Rakovski |
| --- | -------- | -------- | -------- | -------- | -------- | -------- | -------- | -------- | -------- | -------- | -------- | -------- | -------- | -------- | -------- | -------- | -------- | -------- | -------- |
| Ano | 1887     | 1910     | 1934     | 1946     | 1956     | 1965     | 1975     | 1985     | 1992     | 2001     | 2002     | 2003     | 2004     | 2005     | 2006     | 2007     | 2008     | 2009     | 2010     |
| População |          |          |          | …        | …        | 13,309   | 14,799   | 16,302   | 15,799   | 16,264   | 16,184   | 16,033   | 15,924   | 15,806   | 15,635   | 15,526   | 15,432   | 15,358   | 15,265   |
| Fontes: Instituto Nacional de Estatísticas, „citypopulation.de“, „pop-stat.mashke.org“, Bulgarian Academy of Sciences |          |          |          |          |          |          |          |          |          |          |          |          |          |          |          |          |          |          |          |